# Phil Lord và Christopher Miller
Philip Anderson Lord (sinh ngày 12 tháng 7 năm 1975) và Christopher Robert Miller (sinh ngày 23 tháng 9 năm 1975), thường được biết đến với nghệ danh Phil Lord và Christopher Miller hay Lord & Miller, là một bộ đôi nhà làm phim người Mỹ. Bộ đôi này được biết đến qua việc thực hiện một số bộ phim hoạt hình nổi tiếng như Cơn mưa thịt viên, The Lego Movie, Người Nhện: Vũ trụ mới và hai bộ phim live-action ăn khách gồm Cớm học đường và Cớm đại học. Ngoài ra, họ cũng tham gia sáng tạo và sản xuất một số bộ phim hoạt hình dài tập như bản hoạt hình dài tập của Cơn mưa thịt viên và UniKitty! trên Cartoon Network.
Năm 2019, cả hai đã giành giải Oscar cho phim hoạt hình hay nhất tại giải Oscar lần thứ 91, thông qua sản xuất bộ phim Người Nhện: Vũ trụ mới.

## Danh sách phim
| Năm  | Phim                                | Đạo diễn       | Kịch bản   | Sản xuất                           |
| ---- | ----------------------------------- | -------------- | ---------- | ---------------------------------- |
| 2008 | Extreme Movie                       | Không          | Có         | Giám đốc sản xuất (không ghi danh) |
| 2009 | Cơn mưa thịt viên                   | Có             | Có         | Giám đốc sản xuất (không ghi danh) |
| 2012 | Cớm học đường                       | Có             | Không      | Không                              |
| 2013 | Cơn mưa thịt viên 2                 | Không          | Cốt truyện | Giám đốc sản xuất                  |
| 2014 | The Lego Movie                      | Có             | Có         | Giám đốc sản xuất (không ghi danh) |
| 2014 | Cớm đại học                         | Có             | Không      | Giám đốc sản xuất                  |
| 2016 | Tiểu đội cò bay                     | Không          | Không      | Giám đốc sản xuất                  |
| 2017 | Brigsby Bear                        | Không          | Không      | Có                                 |
| 2017 | The Lego Batman Movie               | Không          | Không      | Có                                 |
| 2017 | The Lego Ninjago Movie              | Không          | Không      | Có                                 |
| 2018 | Solo: Star Wars ngoại truyện        | Không ghi danh | Không      | Giám đốc sản xuất                  |
| 2018 | Người Nhện: Vũ trụ mới              | Không          | Phil Lord  | Có                                 |
| 2018 | Chân Nhỏ, bạn ở đâu?                | Không          | Không      | Giám đốc sản xuất                  |
| 2019 | The Lego Movie 2                    | Không          | Có         | Có                                 |
| 2021 | Nhà Mitchell đối đầu với máy móc    | Không          | Không      | Có                                 |
| 2021 | America: The Motion Picture         | Không          | Không      | Có                                 |
| 2023 | Người Nhện: Du hành Vũ trụ Nhện     | Không          | Có         | Có                                 |
| 2023 | Cocaine Bear                        | Không          | Không      | Có                                 |
| 2023 | Strays                              | Không          | Không      | Có                                 |
| 2024 | Spider-Man: Beyond the Spider-Verse | Không          | Có         | Có                                 |
| TBA  | Project Hail Mary                   | Có             | Không      | Có                                 |
| TBA  | The Premonition: A Pandemic Story   | Có             | Không      | Có                                 |
| TBA  | Artemis                             | Có             | Không      | Không                              |